# Assembleia Nacional da Guiné
A unicameral Assembleia Nacional da Guiné é o órgão legislativo do país.
A atual Assembleia Nacional, formada na sequência das eleições realizadas em 30 de junho de 2002, tem um total de 114 membros. 76 membros são eleitos diretamente através de um sistema de representação proporcional utilizando listas partidárias nacionais. 38 membros são eleitos   em único membro círculos eleitorais usando sistema da maioria simples (ou First-past-the-post). Os membros servem por cinco anos.

## Últimas eleições
| Partidos | Votos     | %    | Assentos |
| --- | --------- | ---- | -------- |
| Partido Unidade e Progresso (Parti de l'Unité et du Progrès)                                                             | 1,947,318 | 61.5 | 85       |
| União para a Renovação e Progresso (Union pour le Progrès et le Renouveau)                                               | 842,270   | 21.7 | 20       |
| União para o Progresso da Guiné (Union pour le Progrès de la Guinée)                                                     | 130,065   | 4.1  | 3        |
| Partido Democrático da Guiné-Democrata Rally Africano (Parti Démocratique de Guinée-Rassemblement Démocratique Africain) | 107,666   | 3.4  | 3        |
| Nacional Aliança para o Progresso (Alliance Nationale pour le Progrès)                                                   | 62,780    | 2.0  | 2        |
| Partido da União para o Desenvolvimento (Parti de l’Union pour le Développement)                                         | 20,823    | 0.7  | 1        |
| Total (afluência 71.6%)                                                                                                  | 3.162.855 |      | 114      |
| Fonte: Democraf. As eleições foram boicotadas pela Rassemblement du Peuple Guinéen.                                      |           |      |          |

Vinte e duas mulheres ocupam lugares na Assembleia Nacional.
O atual presidente da Assembleia Nacional é Aboubacar Sompare.